# الیفندی، الانیا
الیفندی، الانیا (به لاتین: Aliefendi, Alanya) یک منطقهٔ مسکونی در ترکیه است که در استان آنتالیا واقع شده‌است.